# Henry Wilbur Bentley

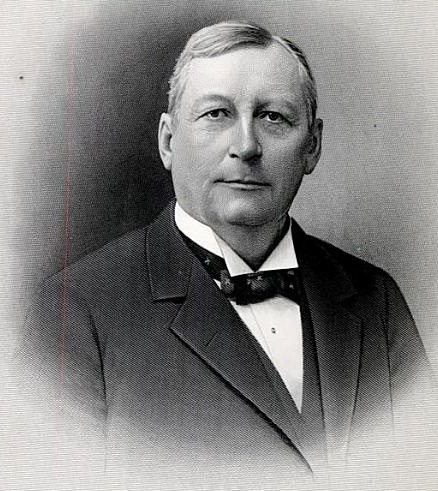
Henry Wilbur Bentley

Henry Wilbur Bentley (* 30. September 1838 in DeRuyter, New York; † 27. Januar 1907 in Boonville, New York) war ein US-amerikanischer Jurist und Politiker. Zwischen 1891 und 1893 vertrat er den Bundesstaat New York im US-Repräsentantenhaus.

## Werdegang
Henry Wilbur Bentley wurde ungefähr acht Jahre vor dem Ausbruch des Mexikanisch-Amerikanischen Krieges im Madison County geboren. Die Familie zog nach Morrisville. Er besuchte die Union School, das Yates Polytechnic Institute in Chittenango und Judd’s Privatschule in Berkshire. Danach unterrichtete er mehrere Jahre lang an einer Schule. Er studierte Jura. Nach dem Erhalt seiner Zulassung als Anwalt 1861 begann er in Boonville zu praktizieren. Die Folgejahre waren vom Bürgerkrieg überschattet. Er hatte den Vorsitz in der Oneida County Building Commission. Dann bekleidete er 1874, zwischen 1889 und 1891 sowie 1899 den Posten als Präsident von Boonville. Politisch gehörte er der Demokratischen Partei an.
Bei den Kongresswahlen des Jahres 1890 für den 52. Kongress wurde Bentley im 23. Wahlbezirk von New York in das US-Repräsentantenhaus in Washington, D.C. gewählt, wo er am 4. März 1891 die Nachfolge von James S. Sherman antrat. 1892 erlitt er bei seiner Wiederwahlkandidatur eine Niederlage und schied dann am 3. März 1893 aus dem Kongress aus.
Nach seiner Kongresszeit ging er in Boonville wieder seiner Tätigkeit als Anwalt nach, welche er bis zu seinem Tod ausübte. Er verstarb dort ungefähr sieben Jahre vor dem Ausbruch des Ersten Weltkrieges. Sein Leichnam wurde dann auf dem Boonville Cemetery beigesetzt.